# نهر رافي
نهر رافي (البنجابية: ਰਾਵੀ، الأردية: راوی، الهندية: रावी)، نهر يقع في شمال غرب الهند وشرق باكستان، ويعتبر أحد روافد نهر السند الستة في منطقة البنجاب، ويتم تقاسم مياة النهر على غرار اغلب الأنهار الحدودية بين الهند وباكستان بموجب معاهدة مياة السند، وهو نهر متعدد الاستخدامات فقد استغل كلا البلدين النهر في الري وتوليد الطاقة الكهرومائية ومشاريع متعددة، يبلغ طول النهر 720 ك.م.